# 이계안
이계안(李啓安, 1952년 3월 28일 ~ )은 현대자동차 사장과 현대카드 회장을 지낸 대한민국의 전문 경영인 출신 정치인이다. 본관은 함평(咸平). 현재 평택대학교의 이사장이다.

## 생애
기업 경영에서 물러난 이후에 대한민국의 제17대 국회의원을 지냈으며, 18대 총선에는 불출마를 선언하고 출마하지 않았다. 대한민국 제4회 지방선거와 대한민국 제5회 지방선거에서 서울특별시장 경선에 참여했으나 강금실과 한명숙에 밀렸으며, 2011년 대한민국 재보궐선거(10월 26일 보궐선거)에서는 서울시장 경선에 나서지 않았다. 현재는 2.1이라는 새로운 화두를 통해 사회를 들여다보는 2.1 연구소의 이사장을 맡고 있으며, 2010년 민선 제5기 수원시 인수위원장을 맡았다. 저서로 <누가 칼레의 시민이 될 것인가?>가 있다.

## 학력
- 내기국민학교 졸업
- 안중중학교 졸업
- 경복고등학교 졸업
- 서울대학교 상과대학 경영학 학사

## 경력
- 1976년 : 현대중공업 사원
- 1993년 : 현대석유화학 이사
- 1998년 : 현대고등학교 감사
- 1998년 12월 ~ 1999년 4월 : 현대자동차 기획조정실 사장
- 1998년 12월 ~ 1999년 4월 : 현대자동차·기아자동차 부문 기획조정실장
- 1999년 4월 ~ 2001년 7월 : 현대자동차 대표이사 사장
- 2000년 : 울산대학교 이사
- 2001년 10월 ~ 2004년 2월 : 현대캐피탈 대표이사 회장
- 2001년 10월 ~ 2004년 2월 : 현대카드 대표이사 회장
- 2004년 : 우석장학재단 이사장
- 2004년 : 연세대학교 연세발전 학부모회 회장
- 2004년 : 열린우리당 민생경제특별본부 고문
- 2004년 : 열린우리당 재정금융분과위원회 국정자문위원
- 2004년 : 열린우리당 정동영 당의장 경제특보
- 2004년 4월 15일 : 대한민국 제17대 국회의원 선거 당선(서울 동작구 을, 열린우리당, 초선)
- 2004년 5월 ~ 2008년 5월: 제17대 국회의원(서울 동작구 을, 열린우리당→무소속→통합민주당, 초선)
- 2005년 : 한국세무사회 고문
- 2006년 : 제4회 전국동시지방선거 서울특별시장 열린우리당 경선후보
- 2006년 ~ 2007년 : 열린우리당 김근태 당의장 비서실장
- 2007년 : 한국예술종합학교 발전기금재단 이사
- 2007년 : 실로암안과병원 자문위원
- 2007년 : 사회복지법인 다일복지재단 대외협력이사
- 2008년 ~ 2009년 : 미국 하버드 대학교 케네디스쿨 초빙연구원
- 2008년 : 한겨레신문 제7기 자문위원회 위원장
- 2009년 ~ : 2.1 연구소 이사장
- 2011년 ~ 2013년 : 서울대학교 경영대학 초빙교수
- 2012년 5월 ~ 2013년 5월 : 민주통합당 서울특별시당 동작구 을 지역위원회 위원장
- 2012년 ~ 2015년 : 전국지역아동센터협의회 이사
- 2013년 5월 ~ 2013년 12월 : 민주당 서울특별시당 동작구 을 지역위원회 위원장
- 2013년 6월 ~ 2016년 6월 : 동양피엔에프 대표이사 회장
- 2013년 12월 ~ 2014년 3월 : 새정치추진위원회 공동위원장
- 2014년 3월 ~ 2014년 7월 : 새정치민주연합 최고위원
- 2014년 4월 ~ 2014년 10월 : 새정치민주연합 서울특별시당 공동위원장
- 2015년 : 평택지속가능연구소 이사장
- 2016년 ~ : 기독교복음방송 GOOD TV 경영위원장
- 2016년 ~ : 굿피플인터네셔널 이사
- 2016년 2월 ~ 2018년 2월 : 국민의당 경기도당 평택시 을 지역위원회 위원장
- 2016년 2월 ~ 2018년 2월: 국민의당 교육연수특별위원회 위원장
- 2016년 2월 ~ 2017년 1월: 국민의당 민생살림위원회 부위원장
- 2016년 6월 ~ : 동양피엔에프 사내이사
- 2018년 2월 : 바른미래당 인재영입분과위원회 위원
- 2018년 2월~2020년 2월: 바른미래당 경기도당 평택시 을 지역위원회 수석부위원장
- 경기마을사회적협동조합 이사장
- 2022년 2월~2022년 3월: 제20대 대통령 선거 더불어민주당 이재명 대통령 후보 과학과혁신위원회 고문
- 2023년 1월 ~ : 학교법인 피어선기념학원 이사장

## 역대 선거 결과
|  | 49.98% |

|  | 44.04% |

|  | 23.61% |

## 소속 정당
| 소속 정당 | 소속 정당      | 소속 기간 | 비고           |
| --------- | -------------- | --------- | -------------- |
|           | 열린우리당     | 2004~2007 | 정계 입문      |
|           | 무소속         | 2007~2008 | 탈당           |
|           | 통합민주당     | 2008      | 복당           |
|           | 민주당         | 2008~2011 | 당명 변경      |
|           | 민주통합당     | 2011~2013 | 합당           |
|           | 민주당         | 2013      | 당명 변경      |
|           | 무소속         | 2013~2014 | 탈당           |
|           | 새정치연합     | 2014      | 창당준비위원회 |
|           | 새정치민주연합 | 2014~2015 | 창당           |
|           | 무소속         | 2015~2016 | 탈당           |
|           | 국민의당       | 2016~2018 | 창당           |
|           | 바른미래당     | 2018~2020 | 합당           |
|           | 민생당         | 2020      | 합당           |
|           | 무소속         | 2020~2021 | 탈당           |
|           | 더불어민주당   | 2021~현재 | 복당           |

## 같이 보기
- 동작구 을
- 서울 동작구의 국회의원
- 현대자동차
- 현대캐피탈
- 현대카드
- 정몽준

## 참고 자료
- 이계안 - 대한민국헌정회
- 이계안 홈페이지
- 이계안 트위터
- 이계안 블로그 보관됨 2010-01-05 - 웨이백 머신
- 2.1 연구소